# 田中亮一郎
田中 亮一郎（たなか りょういちろう、1959年（昭和34年）4月4日 - ）は、日本の実業家。第一交通産業グループ社長。青山学院大学卒業。義父は会長で創業者の黒土始（娘婿）である。父・田中亮吉は株式会社ラジオ東京でプロデューサーを務めた後、株式会社日本教育テレビ（現在の株式会社テレビ朝日）入社後、制作部長等を経て、調査役を務めた。東京都出身。

## 経歴
青山学院大学卒業後、全国朝日放送株式会社（現在の株式会社テレビ朝日）入社。最初の6年間は経理・予算財務を担当、その後の2年間は編成の管理を担当後、退社まで編成の企画部に在籍。しかし1994年に親族が高齢になり体調を崩したことがきっかけで後継者として義父が創業した第一交通産業に入社することになる。
2001年、第一交通産業グループ社長に就任、現在に至る。2010年から福岡県タクシー協会会長に就任2011年から北九州商工会議所副会頭に就任し、2012年から九州タクシー協会会長、全国タクシー協会の副会長に就任する。2014年、北九州観光協会会長就任。2015年6月、福岡経済同友会副代表幹事就任。

## 略歴
- 1982年（昭和57年）
  - 3月 - 青山学院大学卒業。
  - 4月 - 全国朝日放送株式会社（現・株式会社テレビ朝日）入社。[5]
- 1985年（昭和60年）7月 - 第一交通産業株式会社社外取締役。[5]
- 1994年（平成6年）
  - 6月 - 全国朝日放送株式会社退社。
  - 7月 - 第一交通産業株式会社常勤取締役。[4]
- 1995年（平成7年）5月 - 同社専務取締役。[5]
- 1996年（平成8年）5月 - 同社取締役副社長。[5]
- 1997年（平成9年）2月 - 同社代表取締役副社長。[5]
- 2001年（平成13年）6月 - 代表取締役社長に就任。（現任）[5]

## テレビ番組
- 日経スペシャル ガイアの夜明け タクシー戦国時代 〜都を狙え!若き武将たち〜（2004年4月6日、テレビ東京）[6]。